# マルバウスゴ
マルバウスゴ（丸葉臼子、学名：Vaccinium shikokianum）はツツジ科スノキ属の落葉低木。別名、シコクウスゴ、ナンブクロウスゴ。

## 特徴
樹高は20-100cmになる。若い枝には稜が4個あり、緑色または栗色で、毛は無い。葉は長さ0.5-1mmの葉柄をもって互生する。葉身は広楕円形、卵円形または円形で、長さ1-3cm、幅1-2.5cmになり、先端に小さい突起がある。葉の両面は無毛で、葉の縁全体に先端が毛状になる細鋸歯があるのが特徴。近縁のクロウスゴには、葉の下部の縁に1-4個の小さな鋸歯があるか、多くは鋸歯が無い。
花期は6-7月。新枝の葉腋に長さ3-5mmの花柄をもつ1個の花を垂れ下がってつける。萼筒は長さ1.5mmの広鐘形で先端は輪状に広く開き、縁に不規則な凹凸がある。花冠は長さ5mmあり、つぼ形で先端は浅く5裂し、先は鈍く反曲する。花冠の色は、緑白色になり、しばしば赤みを帯びる。雄蕊は10本ある。果実は径約1cmの球状の液果で、黒紫色に熟す。果実は食用になる。

## 分布と生育環境
日本固有種。本州の中部地方の日本海側、山形県から富山県にいたる鳥海山、月山、飯豊山、谷川岳、朝日岳などに分布し、高山の雪田わきに生育する。
種小名 shikokianum 、別名でシコクウスゴとあるが、四国には分布しない。これは、標本のラベルに記載されてあった東北地方の栗駒山の1峰である「剣山」を四国の剣山と誤認したことによるという。

## ギャラリー
- 葉の縁に細鋸歯がある。
福島県飯豊山（草履塚付近）
- 山形県月山（山頂付近）